# Алън Пейтън
Алън Стюарт Пейтън (на английски: Alan Paton) е южноафрикански писател и създател на Южноафриканската либерална партия. Пейтън е известен със своята опозиция спрямо системата на апартейда.

## Биография
Пейтън е роден на 11 януари 1903 г. в Питърмарицбург, Натал. Баща му, Джеймс Пейтън, е шотландец, който емигрира в Южна Африка през 1895 г. Майка му, Юнис Уордър Джеймс Пейтън, е дъщеря на английски имигранти. Бащата на бъдещия писател е дълбоко вярващ християнин и очаква от сина си безпрекословно да му се подчинява. Дисциплинарните му методи карат Алън да започне да презира и да се противопоставя открито на всички форми на авторитаризъм. Влиянието на баща му обаче не било само в отрицателна посока. Той научил сина си да обича книгите и природата.
След като завършва Марицбургския колеж през 1918 г., Пейтън продължава образованието си в Университета на Натал, където завършва с отличие в областта на физиката. След това става учител по наука през 1925 г. Той учителства в гимназията в Иксопо три години, но след това се мести в Питърмарицбург за да преподава в Марицбургския колеж. През 1928 г. Пейтън се жени за Дорис Олив Франсис, и след две години му се ражда първороден син, Дейвид. Вторият му син, Йонатан, е роден през 1936 г. Дори в началото на своята кариера Пейтър показва заинтересованост спрямо расовите отношения, като се присъединява към Южноафриканския институт по расови отношения през 1930 г.
През 1935 г. той изоставя учителската професия, за да стане директор на поправително заведение в Дипклуф за извършили нарушения млади африкански момчета от околностите на Йоханесбург. Докато е на тази служба Пейтън продължава да работи върху проблема на расовите отношения: през 1942 г. е назначен да направи изследване върху църковните и расови отношения в Южна Африка, като едновременно с това той пише много статии относно престъпността и наказанията.
След като написва Изстрадано приятелство през 1948 г., Пейтън се отказва от длъжността си на директор в поправителното заведение и се посвещава на писателска дейност. През 1951 г. той пише още един роман, Too Late the Phalarope (1953). Той не е посрещнат толкова добре, колкото първия роман, отчасти защото е по-изтънчен и по-малко затрогващ от по-ранното произведение. През 1953 г. Пейтън сформира Южноафриканската либерална партия, която е разформирована през 1968 г., тъй като междурасовите партии са обявени за незаконни в ЮАР. Той продължава да пише до смъртта си, въпреки че нито една от следващите му творби не е така високо оценявана от обществеността, както романа му от 1948 г.
През 1967 г. Дорис Олив Пейтън умира, и две години по-късно Алън Пейтън се жени за Ан Маргарит Хопкинс. Пейтън умира на 12 април 1988 г. в Натал.

### Изстрадано приятелство
Най-известното и най-добре прието негово произведение е „Изстрадано приятелство“ (на английски: Cry, The Beloved Country, 1948). До смъртта на Пейтън през 1988 г. са продадени над 15 милиона екземпляра от нея. Правени са два филма по този роман: един през 1951 г. и друг през 1995 г. В книгата се разказва за англиканския свещеник от Икспопо, Стивън Кумало, който отива в Йоханесбург за да търси своите син и сестра. Когато пристига, той разбира, че сестра му е станала проститутка, а синът му е убил син на бял земеделец от Икспопо. Стивън Кумало се връща в Икспопо със снаха си, която е бременна, и със сина на сестра си, който тя оставя на грижите на Стивън и снаха му. Гертруда, неговата сестра, не се връща повече в селото. В края на романа, Стивън се сдобрява с бащата на убития мъж, който решава да помага активно на чернокожите.

## Произведения
- „Изстрадано приятелство“, Cry, The Beloved Country (1948)
- Lost in the Stars 1950)
- Too Late the Phalarope (1953)
- The Land and People of South Africa (1955)
- South Africa in Transition (1956)
- Debbie Go Home (1960)
- Tales from a Troubled Land (1961) – кратки разкази
- Hofmeyr (1964)
- South African Tragedy (1965)
- Spono (1965)
- The Long View (1967)
- Instrument of Thy Peace (1968)
- Kontakio For You Departed (1969)
- Case History of a Pinky (1972)
- Apartheid and the Archbishop: the Life and Times of Geoffrey Clayton, Archbishop of Cape Town (1973)
- Knocking on the Door (1975)
- Towards the Mountain (1980)
- Ah, but Your Land is Beautiful (1981)
- Journey Continued: An Autobiography (1988)
- Save the Beloved Country (1989)